# Jacques Pujol
Jacques Pujol es un deportista francés que compitió en judo. Ganó una medalla de plata en el Campeonato Europeo de Judo de 1958, en la categoría de –68 kg.

## Palmarés internacional
| Campeonato Europeo | Campeonato Europeo | Campeonato Europeo | Campeonato Europeo |
| Año                | Lugar              | Medalla            | Categoría          |
| ------------------ | ------------------ | ------------------ | ------------------ |
| 1958               | Barcelona (España) | Medalla de plata   | –68 kg             |